# Stockflöte

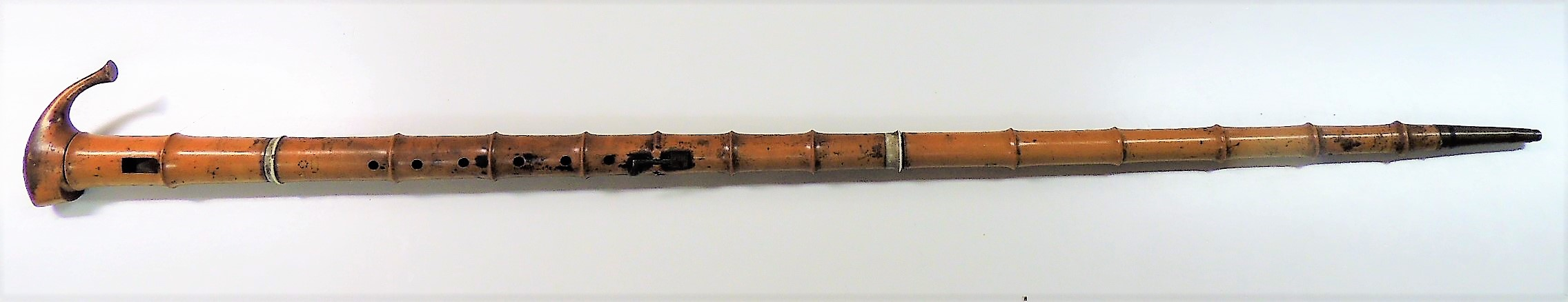
Stockflöte im Blasmusikmuseum Oberwölz

Die Stockflöte (Stockblockflöte, Csakan, auch in den Schreibweisen Czakan und tschechisch Čakan (auch Tschakan, Tschwegan usw.) zu finden, ungarisch: Csákány) war eine in einen Spazierstock eingebaute
Blockflöte. Um 1800 kam sie in Wien und Umgebung auf und war im 19. Jahrhundert besonders zur Zeit des Biedermeier vor allem in Österreich-Ungarn sehr beliebt.
Der Csakan war eine Blockflöte mit sieben Vorderlöchern und einem Daumenloch, zu der im Laufe der Zeit eine oder mehrere Klappen hinzukamen. Die Erfindung des Instruments wird dem Flötenvirtuosen Anton Heberle zugeschrieben. Ernest Krähmer (1795–1837) war es, der eine beachtliche Anzahl von anspruchsvollen Kompositionen, meistens für Csakan in Begleitung von Gitarre oder Klavier schrieb und damit stark zur Popularität des Instrumentes beitrug. Weiterhin gibt es Kompositionen für den Csakan von Anton Diabelli, Conradin Kreutzer, János Lavotta oder Johann Strauss.
Der böhmische Komponist und Gitarrist Wenzel Matiegka verfasste eine Schule für das Instrument.
Ebenso ist eine Stockquerflöte überliefert (Musikinstrumenten-Museum Berlin, Kat.-Nr. 4839).
Im Österreichischen Blasmusikmuseum Oberwölz in der Steiermark ist als Leihgabe des Steirischen Chorverbandes ein „Czakan“ zu besichtigen.

## Aufnahmen/Tonträger
- Csakan & Biedermeier: Siri Rovatkay-Sohns (Csakan) und Lajos Rovatkay (Tafelklavier), 2008, CD
- Youtube: J. Gebauer: Sonate op. 17 pour csakan & pianoforte